# Estakada kolejowa we Wrocławiu

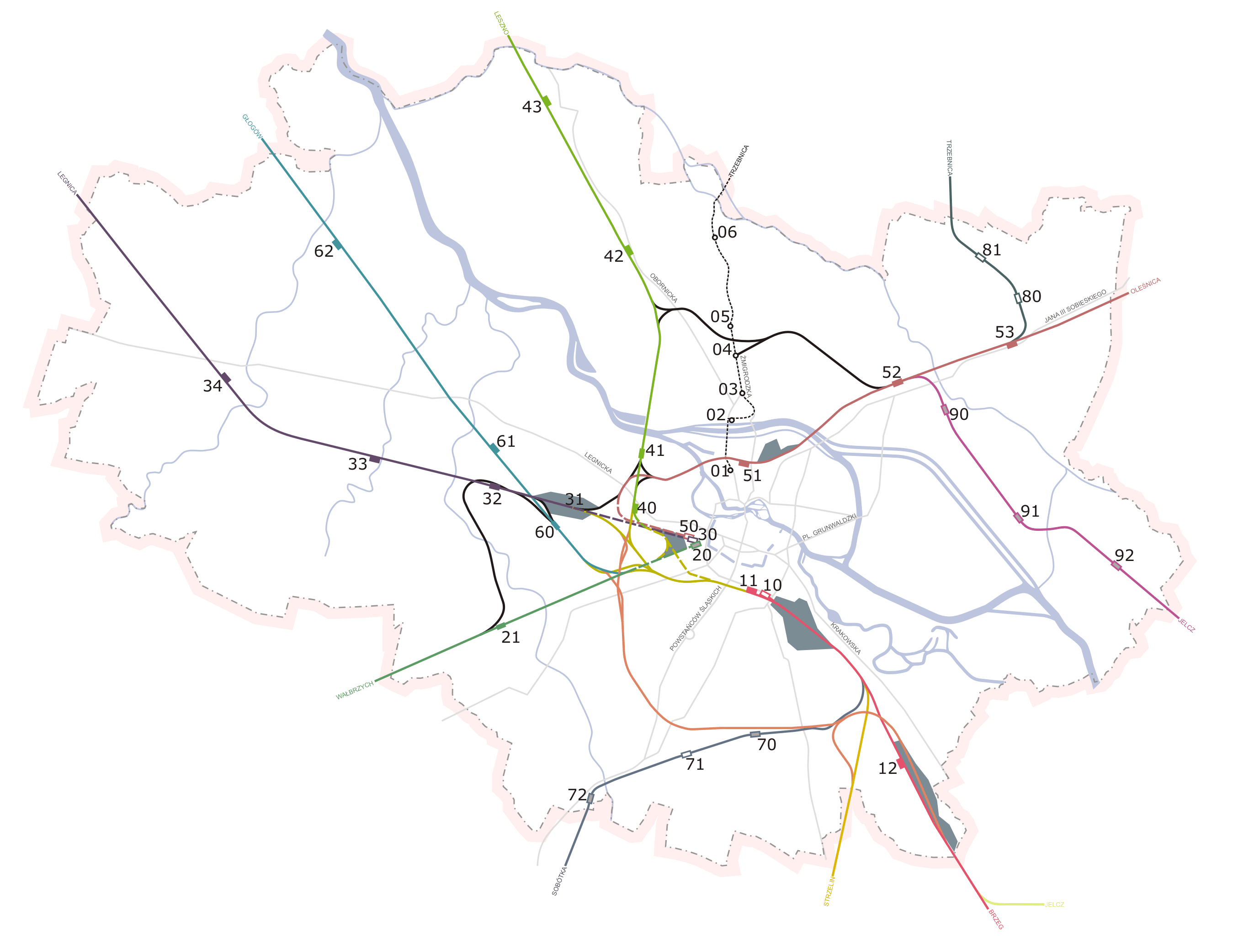
Estakada obejmuje odcinek linii kolejowej biegnącej od Dworca Głównego (11) w kierunku zachodnim i przebiega między innymi nad Ulicą Powstańców Śląskich

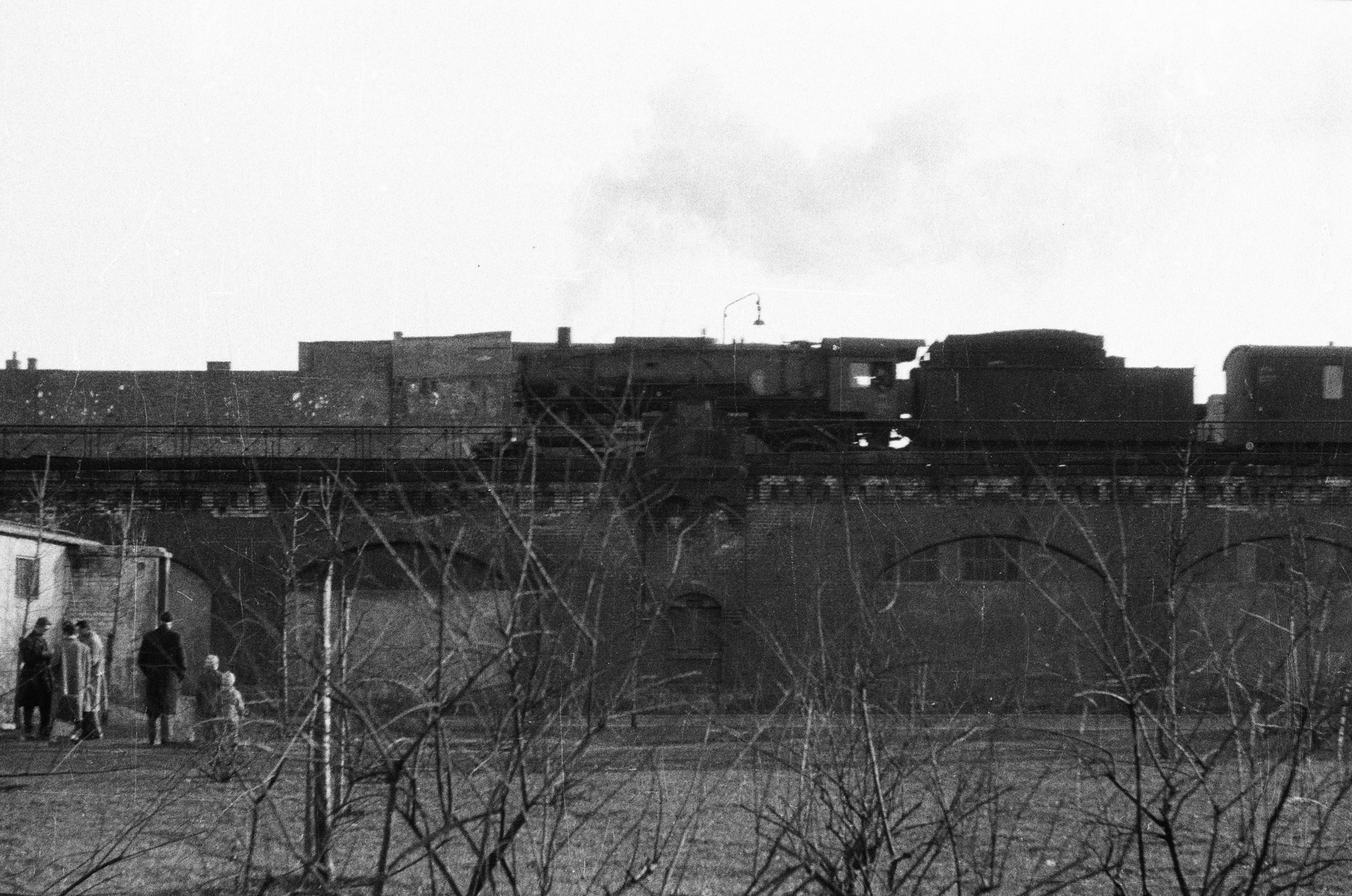
Estakada około roku 1960

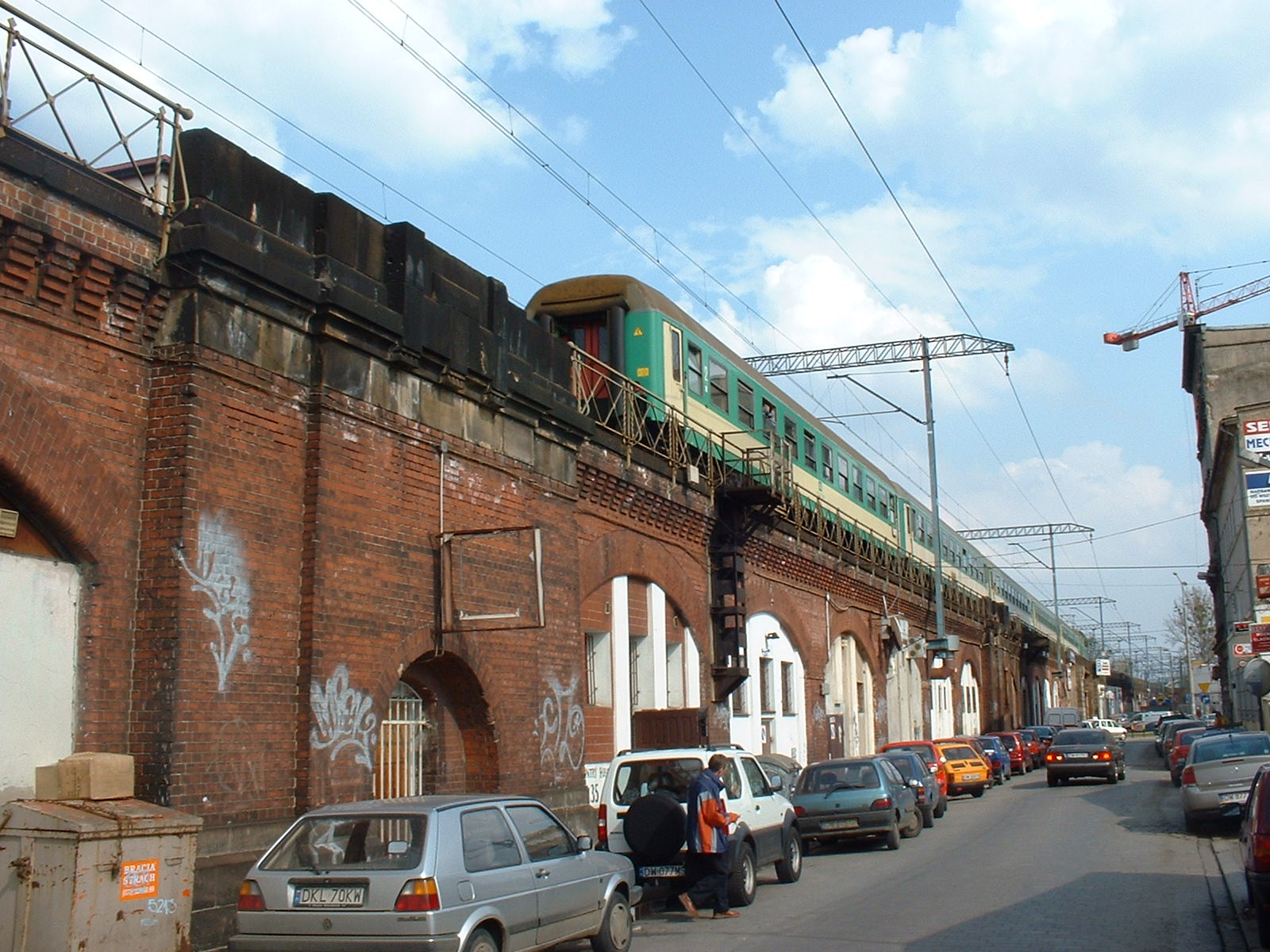
Widok od strony południowej (zaplecza lokali), przed remontem

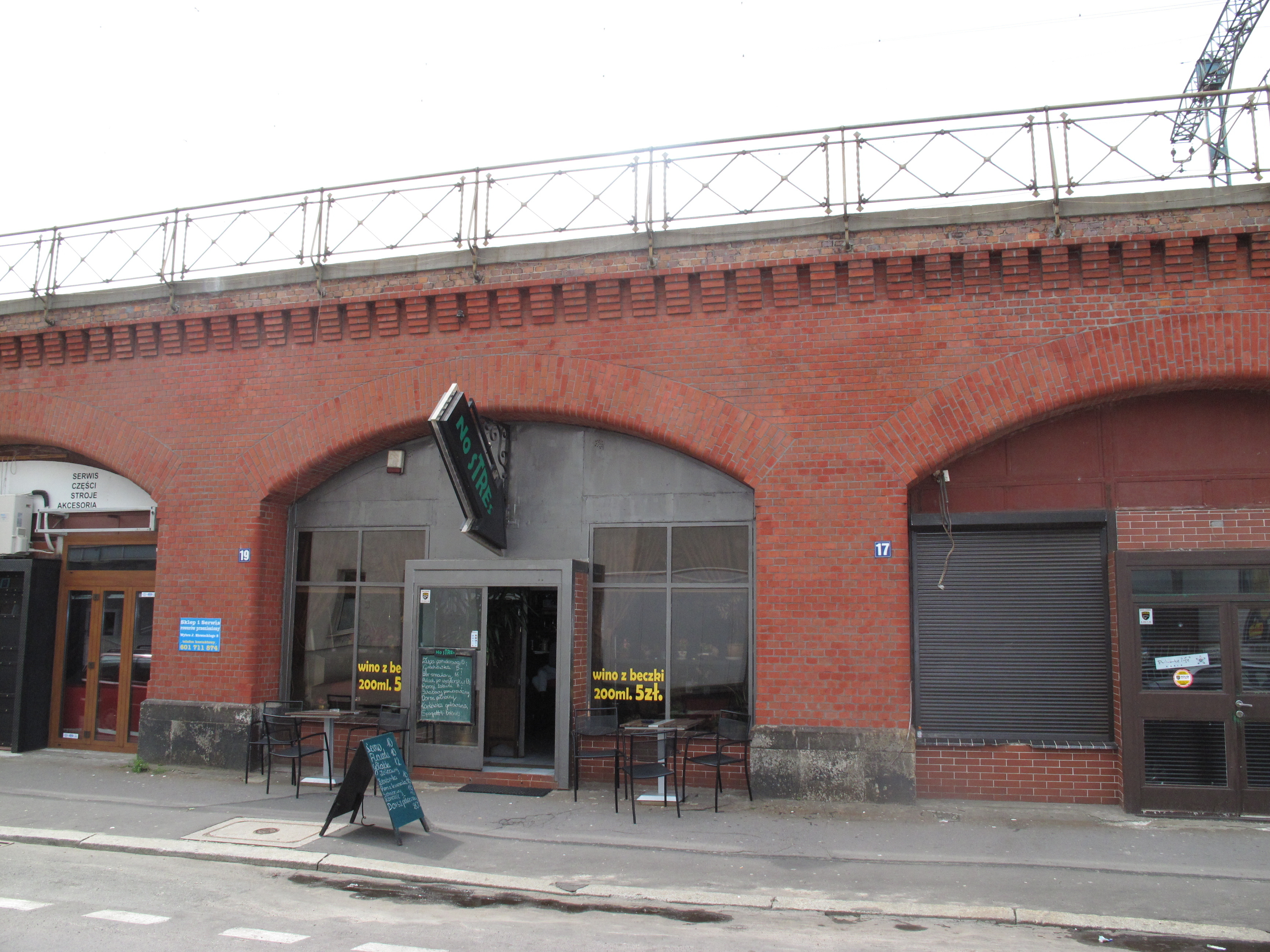
Typowy łuk, widok od strony północnej, po remoncie

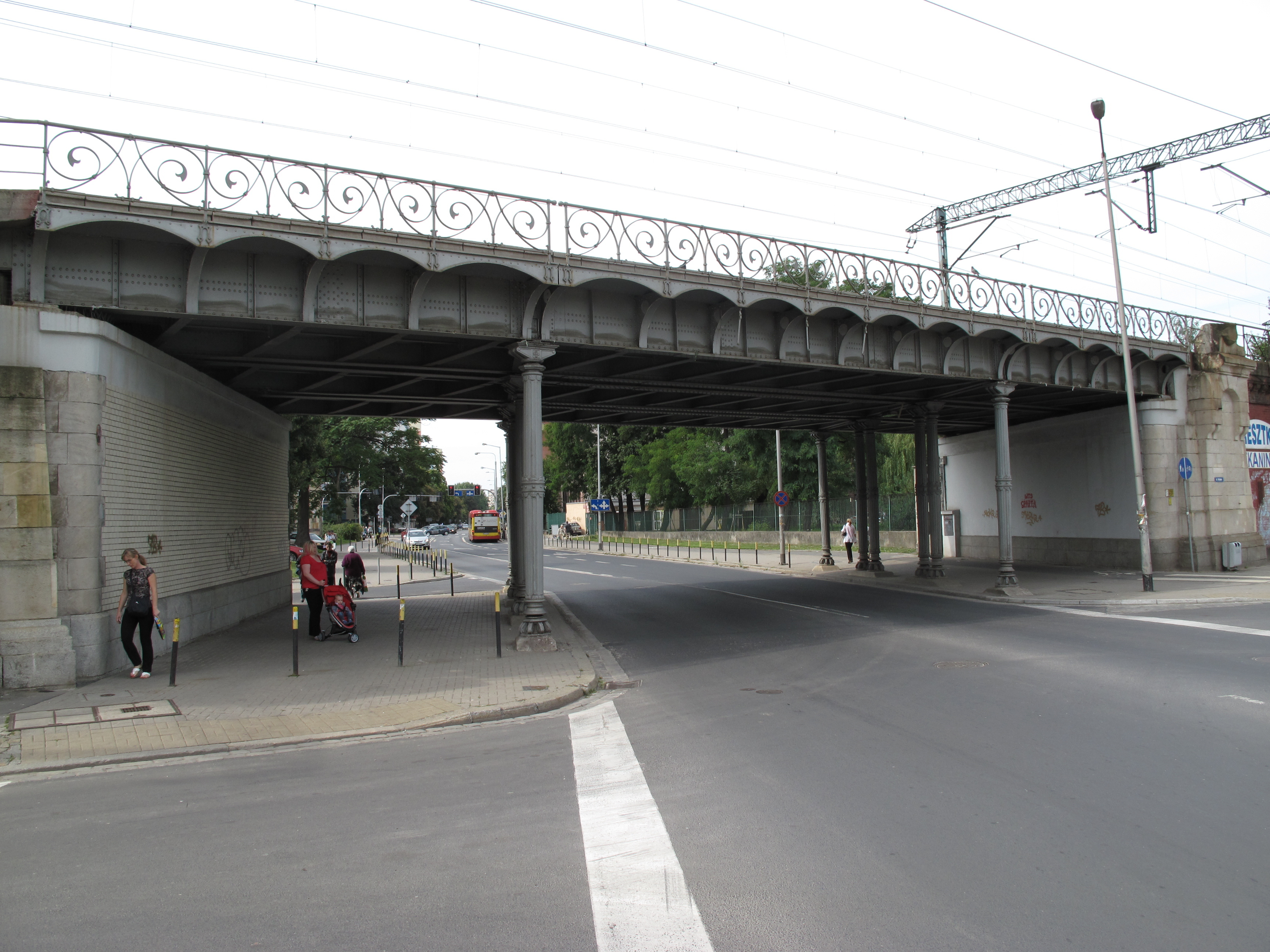
Typowy wiadukt (ul. Zielińskiego), słupy zrekonstruowane po remoncie

Estakada kolejowa we Wrocławiu – estakada oraz położone w jej ciągu wiadukty, na której przeprowadzona jest linia kolejowa prowadząca od dworca Wrocław Główny w kierunku zachodnim, tzw. Miejska Kolej Łącząca (niem. Stadtverbindungsbahn). Jest to budowla, którą wzniesiono w latach 1896–1901 w ramach szerszego programu porządkowania układu wrocławskiego węzła kolejowego. Estakada ma długość 620 m. Składają się na nią 4 stalowe wiadukty o rozpiętości 20–25 m oraz 67 sklepionych przęseł murowanych o rozpiętości 5–6 m. Poprowadzono na niej trzy tory należące do różnych linii kolejowych. Tory położone są około 5 m nad poziomem okolicznych ulic. Po remoncie z 2009 roku prędkość maksymalna przejazdu pociągów po estakadzie wynosi 60 km/h, podczas gdy wcześniej, ze względu na zły stan techniczny obiektu, była ograniczona miejscami do 20–30 km/h.

## Linie kolejowe
Współcześnie estakadą przebiegają następujące linie kolejowe:
- linia kolejowa nr 271 Wrocław Główny – Poznań Główny[9][10] (d. Kolej Poznańska)
- linia kolejowa nr 273 Wrocław Główny – Szczecin Główny[9][10] (d. Kolej Nadodrzańska)

którymi prowadzone są połączenia także w kierunku Legnicy, Oleśnicy, Jeleniej Góry i Trzebnicy.

## Historia
Budowa estakady była elementem większego programu, mającego na celu uporządkowanie układu wrocławskiego węzła kolejowego. Oprócz tej inwestycji, pierwszym (wcześniejszym), zasadniczym elementem programu była budowa Towarowej Obwodnicy Wrocławia. Linia ta wyprowadzała towarowy transport kolejowy z miasta na południe i zachód do południowych dzielnic ówczesnego Wrocławia, łącząc stacje kolejowe na Brochowie i Gądowie. Obwodnicę oddano do eksploatacji w 1896 roku. Dzięki temu można było przystąpić do przebudowy głównej linii kolejowej, przebiegającej ówcześnie w poziomie ulic i mającej kolizyjne skrzyżowania z ulicami miasta.
Kolej łączącą Dworzec Górnośląski z liniami wybiegającymi w kierunku zachodnim zbudowano na poziomie ulicy (wzdłuż ul. Nasypowej, a od placu Rozjezdnego w ciągu dzisiejszej ul. Kolejowej i dalej do rejonu skrzyżowania ul. Smoleckiej z ul. Robotniczą) w styczniu 1848 (wcześniej, od 1844, istniał tam już tor do przetaczania wagonów). Jej zachodni odcinek został na przełomie lat 60. i 70. XIX w. przeniesiony na prowadzący dalej na południowy zachód nasyp, wzdłuż którego powstała później ul. Owsiana. Nowa linia przecinała ul. Grabiszyńską po wiadukcie (później dodano wiadukt nad nową ul. Zaporoską), jednak w rejonie dzisiejszego pl. Rozjezdnego osiągała poziom terenu i przebiegała przez kilka przejazdów kolejowo-drogowych. Stanowiła poważną przeszkodę dla rozwoju miasta, gdyż odcinała od śródmieścia uchodzącą za elegancką Dzielnicę Cesarza Wilhelma (obecne osiedle Powstańców Śląskich). Szczególnie uciążliwe były przejazdy dla linii tramwajowych. Obowiązujące przepisy nakazywały budowę skrzyżowań z innymi kolejami poza stacją w postaci wiaduktów i nie zezwalały na przerywanie główki szyny kolei głównej przez inne urządzenie, toteż torowisko tramwajowe zwykle musiało znajdować się na przewyższeniu i szyny tramwajowe w obrębie skrzyżowania były przerwane. Tramwaje pokonywały skrzyżowanie na obręczach kół, ewentualnie prowadzonych przez kierownice, co było w przypadku lekkich wagonów konnych do zaakceptowania, lecz wiązało się w przypadku cięższych wagonów elektrycznych (lub kilkuwagonowych pociągów tramwajowych) z poważnym niebezpieczeństwem. Dodatkową przeszkodę stanowiła konieczność przeprowadzenia sieci trakcyjnej tramwajów poza skrajnią kolejową budowli, na co wymagane było szczególne zezwolenie.
Spośród możliwych i praktykowanych w Niemczech rozwiązań – przeniesienie dworca ze śródmieścia (tak jak np. w Karlsruhe czy Heidelbergu), budowa wiaduktów ponad torami (np. w Hamburgu), czy poprowadzenie kolei na estakadzie (tak jak Stadtbahn w Berlinie) – wybrano to ostatnie. Budowa estakady i wiaduktów oraz nasypów, na których umieszczono linię kolejową, umożliwiła likwidację torów w poziomie ulic oraz pozwoliła na realizację skrzyżowań bezkolizyjnych. Linia zapewniła bezpieczny, bezkolizyjny ruch pociągów przez tę część miasta. Inwestycję przeprowadzono w latach 1896–1901. Przebudowano także dworzec Wrocław Główny w latach 1896–1905. Koszt całości inwestycji Przebudowa Dworca Górnośląskiego i sąsiadującej z nim Miejskiej Kolei Łączącej (Umbau des Oberschlesischen Bahnhofes und der anschlieſsenden Stadtverbindungsbahn in Breslau) szacowano początkowo w 1898 na 6,5 mln marek. Poszczególne transze budżetowe sięgały rocznie 1 mln marek. Po zakończeniu ciągnących się od 1906 drobnych robót towarzyszących i podsumowaniu inwestycji w 1911 łączne koszty wyniosły 8,045 mln marek. W tym czasie była to obok przebudowy węzłów kolejowych w Görlitz i Oleśnicy największa inwestycja prowadzona przez Dyrekcję Kolei we Wrocławiu.
Już w 1908 roku rozpoczęto wywłaszczanie terenów wzdłuż nowej estakady w celu zapewnienie możliwości jej rozbudowy. W latach 30. XX wieku planowano estakadę rozbudować tak, aby na linii Wrocław – Poznań poprowadzić czwarty tor oraz wykonać dwie grupy postojowe dla składów osobowych po obu stronach wiaduktu nad ulicą Powstańców Śląskich. Z projektu zrezygnowano po wybuchu II wojny światowej, jednak w roku 2025, wskutek wzrostu ilości przejeżdżających pociągów i planów uruchomienia kolei aglomeracyjnej, pojawił się zamiar powrotu do tej koncepcji i dobudowy czwartego toru na oddzielnej konstrukcji nośnej po stronie południowej estakady. Przy okazji planowana jest budowa przystanków w okolicach ul. Powstańców Śląskich i w rejonie ul. Zaporoskiej.
W latach 70. XX wieku przebudowano wiadukty nad ulicami Komandorską i Powstańców Śląskich/Świdnicką. Zlikwidowano żeliwne słupy i chodniki, dzięki czemu możliwe było poszerzenie jezdni, natomiast drogę dla pieszych wytyczono w sąsiednich przęsłach murowanych estakady. Z kolei słupy wiaduktu nad ulicą Wincentego Stysia częściowo wymieniono na prostsze. W latach 90. XX wieku przebudowano wykonaną w czasie II wojny światowej zabudowę przęseł estakady (ówcześnie z przeznaczeniem na schrony, a następnie wykorzystywaną na magazyny, warsztaty i garaże). Od tego czasu mieszczą się tam sklepy, lokale gastronomiczne i rozrywkowe. Tylko część z nich zachowano otwarte dla ruchu pieszego oraz kołowego (ulica Gabrieli Zapolskiej). We wrześniu 2008 roku rozpoczął się, natomiast rok później, we wrześniu 2009 roku zakończył, kompleksowy remont estakady, torowisk i wiaduktów, którego koszt wyniósł ponad 30 mln zł (25 mln zł). Odbiór wykonanych robót budowlanych nastąpił 3 listopada 2009 roku. Obejmował swoim zakresem następujące prace: izolację, odwodnienie i estetyzację (renowację) oraz roboty realizowane w ramach projektu Poprawa stanu infrastruktury kolejowej w Polsce, tj. wymiana nawierzchni torowej wraz z robotami towarzyszącymi. Całe zadanie podzielone było na trzy zadania: remont estakady-wiaduktu masywnego, remont pięciu wiaduktów stalowych oraz odtworzenie historycznego wyglądu estakady i wiaduktu nad ulicą Powstańców Śląskich.

## Opis estakady
Od Dworca Głównego w kierunku zachodnim linia kolejowa prowadzona jest na nasypie. Pierwszym obiektem mostowym na tej linii kolejowej jest wiadukt, pod którym łączą się ulice Stawowa i Borowska. Od tego miejsca linia prowadzona jest na nasypie, ale ujętym obustronnie w pionowe mury oporowe wykonane z ciosów granitu. Odcinek ten ma długość 400 m i kończy się przy wiadukcie nad ulicą Komandorską, przebudowanym w okresie powojennym na jednoprzęsłowy. Od tego miejsca zaczyna się odcinek estakady o długości 620 m (640 m), wykonanej jako konstrukcja murowana z cegły w postaci 67 przęseł sklepionych o rozpiętości 5–6 m (21 o rozpiętości 5 m i 46 – 6 m, w 10 grupach wyodrębnionych filarami rozdzielczymi o podwójnej grubości). Kolejne wiadukty położone w ciągu estakady to konstrukcje mostowe położone nad ulicami: Powstańców Śląskich/Świdnicką, Tadeusza Zielińskiego i Wincentego Stysia. Wszystkie cztery wiadukty w ciągu estakady wykonano jako konstrukcje stalowe o długości 20–25 m. Konstrukcję nośną stanowią dźwigary w postaci belek wykonanych jako blachownice wsparte na kamiennych przyczółkach. W przypadku wiaduktów nad ul. Zielińskiego i Stysia są to trójprzęsłowe belki ciągłe (statycznie niewyznaczalne) oparte na podporach pośrednich w postaci żeliwnych słupów wahadłowych; taką samą konstrukcję ma wiadukt nad ul. Stawową/Borowską oraz położone na wschód od Dworca Głównego wiadukty nad ul. Kazimierza Pułaskiego. Dwa przebudowane w latach 70. XX wieku wiadukty są jednoprzęsłowe. Za wiaduktem nad ulicą Stysia kończy się estakada, a linia kolejowa prowadzona jest na nasypie z obustronnymi skarpami ziemnymi. Dalsze wiadukty, również trójprzęsłowe i oparte na słupach wahadłowych, znajdują się przy placu Rozjezdnym i nad ulicą Zaporoską. Wiadukt nad ulicą Grabiszyńską został wybudowany w 2015 r. w ramach modernizacji linii kolejowej E 59 Wrocław – Poznań; każdy z trzech torów jest położony na własnym przęśle o masie 230 Mg każdy. Wiadukt po modernizacji jest dłuższy od poprzedniej konstrukcji. Wcześniejszy wiadukt był kratownicowy systemu Schwedlera, o górnym pasie o narysie zbliżonym do parabolicznego. Dalej linia rozdziela się, tory w kierunku Poznania prowadzą po nasypie aż do mostu nad rzeką Odrą, tzw. most poznański. W ciągu tej linii kolejowej wybudowano liczne wiadukty.
Wrocławskie rozwiązanie opiera się pod względem architektonicznym i technicznym na starszej o prawie 20 lat berlińskiej Stadtbahn, która odmiennie od wrocławskiego obiektu, jest czterotorowa. Estakada zbudowana we Wrocławiu stała się natomiast wzorcem dla budowy podobnych obiektów, np. w Strzegomiu (1910–1911), Gorzowie Wielkopolskim (1916). Wiadukty zaprojektowane i wykonane w ciągu estakady stanowiły zunifikowany standard stosowany na liniach kolejowych Śląska, np. linia do Jedliny-Zdroju, (1902–1909), również oparty na standardzie stosowanym w Berlinie i Brandenburgii, przy czym stosowano specyficzną, lokalną formę dekoracji żeliwnego słupa wahadłowego.